# Volo Kish Air 7170
Il volo Kish Air 7170 era un volo di linea tra l'Aeroporto Internazionale di Kish e l'Aeroporto Internazionale di Sharja che il 10 febbraio 2004 si è schiantato durante l'avvicinamento a Sharja provocando la morte di 43 dei 46 occupanti, rendendolo il più grave incidente aereo occorso a un Fokker F50.

## Aeromobile ed equipaggio

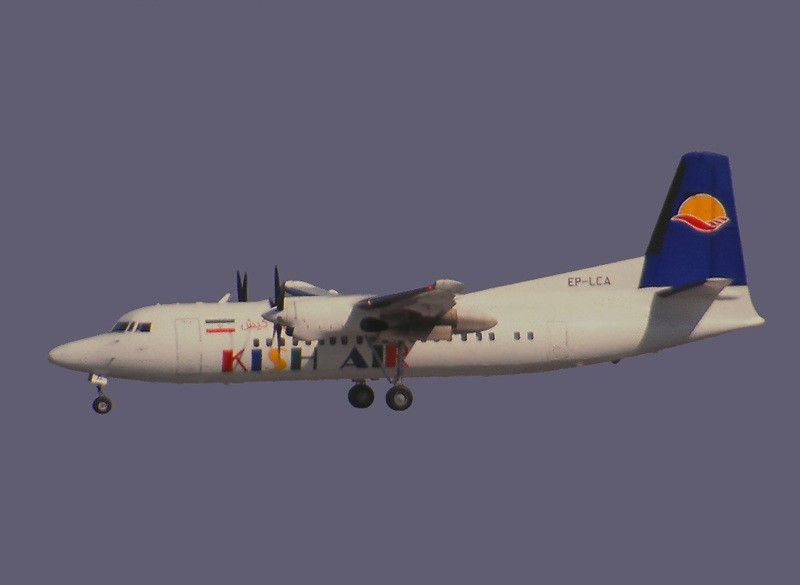
Il Fokker F50 coinvolto nell'incidente fotografato nel novembre 2003

L'aeromobile coinvolto nell'incidente era il Fokker F50 registrato EP-LCA. Ha volato per la prima volta il 25 gennaio 1993 ed è stato consegnato a Lufthansa CityLine. Nel dicembre 1996 è stato consegnato ad Air Nostrum e il 1º marzo 2002 è stato consegnato a Kish Air. L'aereo era equipaggiato con due motori Pratt & Whitney Canada PW125B e al momento dell'incidente aveva accumulato 20 466 ore di volo in 19 845 cicli.
L'equipaggio era composto da 2 piloti, 2 assistenti di cabina e 2 addetti alla sicurezza. Il comandante, di 48 anni, era un ex pilota militare con 6 440 ore di volo, di cui 1 516 su Fokker F50. Il primo ufficiale, di 50 anni e anch'esso ex pilota militare con esperienza come comandante su Lockheed C-130 Hercules, aveva un totale di 3 978 ore di volo, di cui 517 su Fokker F50.

## L'incidente
Alle 11:29 locali il volo 7170 è stato autorizzato a scendere da 5 000 ft a 2 500 ft. Durante questa discesa il comandante, che è stato ai comandi dell'aereo per tutto il volo, ha ceduto il controllo del Fokker al primo ufficiale. Il primo ufficiale inizialmente ha rifiutato ma in seguito ha accettato dopo alcuni incoraggiamenti da parte del comandante. Il resto dell'avvicinamento è stato condotto dal primo ufficiale, con il comandante che lo ha assistito. Alle 11:35 è stato indicato al volo 7170 di contattare la torre di controllo di Sharja, che ha autorizzato il volo ad atterrare sulla pista 12.
Durante l'avvicinamento il comandante ha chiesto al primo ufficiale di impostare l'altitudine minima di discesa a 410 ft (120 m), inferiore a quella dell'aeroporto, che pari a 500 ft (150 m).
Il primo ufficiale ha impostato l'avvicinamento rimanendo più alto del normale, mantenendo una velocità di almeno 50 nodi superiore alla velocità di avvicinamento e non configurando l'aereo per l'atterraggio. Il primo ufficiale ha chiesto al comandante di estrarre i flap e il carrello d'atterraggio ma l'aereo è rimasto troppo alto e troppo veloce. Il comandante ha quindi ripreso il controllo del Fokker per correggere l'avvicinamento, con l'intenzione di restituire i comandi al primo ufficiale una volta che l'atterraggio fosse stato impostato correttamente. Sia i flap che il carrello di atterraggio sono stati estratti al di sopra delle rispettive velocità limite.
Durante l'avvicinamento l'aereo ha assunto improvvisamente un assetto picchiato ed è entrato in un avvitamento sinistro, che è durato finché l'aereo non si è schiantato al suolo. Dopo l'impatto il Fokker F50 si è incendiato. Nell'impatto e nel successivo incendio buona parte dell'aereo è stata completamente distrutta, con la sola sezione di coda rimasta pressoché intatta.

## Le indagini
Le indagini sono state condotte dall'Autorità Generale dell'Aviazione Civile emiratina.
Dall'analisi delle registrazioni in cabina di pilotaggio gli investigatori hanno determinato che il comandante, dopo avere preso il controllo del velivolo, ha arretrato la manetta per portare i motori al minimo, ma ha accidentalmente portato la manetta in una posizione tale da fare assumere alle eliche un passo compreso nell'intervallo di quelli disponibili quando l'aereo si trova a terra. L'analisi sul sistema di controllo delle eliche ha determinato che le eliche possono essere portate ad passo nell'intervallo di terra solo se la manetta viene portata in una posizione più arretrata rispetto a quella della velocità minima dei motori.
Il Fokker 50 è dotato di due sistemi di sicurezza che impediscono di portare la manetta in posizione di terra mentre si è in volo: il principale è un sistema meccanico azionato manualmente tramite una leva posizionata sulla manetta stessa, mentre il sistema secondario, concepito come backup del sistema meccanico, si aziona automaticamente ed è costituito da un solenoide che sblocca la manetta quando è energizzato.
L'arretramento della manetta fino ad una posizione non di volo è stato possibile a causa di un difetto noto del progetto originale della Skid Control Unit installata sull'aereo, che dopo l'abbassamento del carrello di atterraggio ha permesso di disattivare per 16 secondi il solenoide di sicurezza che normalmente avrebbe impedito di arretrare la manetta fino a una posizione di terra. Una prescrizione di aeronavigabilità pubblicata il 31 luglio 2003 richiedeva la modifica della Skid Control Unit entro il 1º maggio 2004.
A causa della riduzione di spinta delle eliche l'aereo ha assunto un assetto picchiato e poco dopo ha iniziato una virata non controllata a sinistra, probabilmente a causa della spinta asimmetrica delle due eliche: l'elica di sinistra è andata in inversione di spinta mentre l'elica di destra ha mantenuto un angolo di incidenza positivo, sempre nell'intervallo di valori di terra.
Due secondi dopo l'arretramento della manetta, questa è stata riportata in posizione di decollo. Il sistema di cambio passo dell'elica dipende dalla pressione dell'olio all'interno dell'unità di controllo del passo dell'elica, dalle forze e dal momento torcente sull'elica e dall'attrito nel sistema. La differenza di questi valori tra elica sinistra ed elica destra potrebbe avere permesso all'elica di destra di portarsi ad un passo nell'intervallo di volo e all'elica sinistra di portarsi completamente in inversione di spinta.